# أليستير هارجريفز
أليستير هارجريفز (بالإنجليزية: Alistair Hargreaves)‏ هو لاعب اتحاد الرغبي جنوب أفريقي، ولد في 29 أبريل 1986 في ديربان في جنوب أفريقيا.

## وصلات خارجية
- أليستير هارجريفز عل موقع إسبنسكروم (الإنجليزية)
- أليستير هارجريفز على موقع ItsRugby.co.uk (الإنجليزية)